# 공주한옥마을
공주 한옥마을은 충청남도 공주시 웅진동에 위치한 한옥마을이다.